# 東五所
東五所（ひがしごしょ）は千葉県市原市の市原地区にある大字。郵便番号は290-0064。

## 概要
市原市北西部の市原地区に位置している。

## 地理
北と南は五所、東は旭五所、西は西五所と接している。

## 歴史

### 沿革
1980年（昭和55年）3月18日 - 五所第二土地区画整理事業換地処分に伴って大字「東五所」設置。

## 世帯数と人口
2022年4月1日現在の世帯数と人口は以下の通りである。
| 町丁字 | 世帯数    | 人口    |
| ------ | --------- | ------- |
| 東五所 | 1,143世帯 | 1,988人 |

## 通学区域
市立小学校・市立中学校及び県立高等学校の通学区域は以下の通りである。
| 町丁字 | 区域 | 小学校             | 中学校             | 高等学校 |
| ------ | ---- | ------------------ | ------------------ | -------- |
| 東五所 | 全域 | 市原市立五所小学校 | 市原市立八幡中学校 | 第9学区  |

## 交通

### 鉄道
大字内に駅はないが、最寄り駅は八幡宿駅である。

### 道路
市道6号八幡椎津線、通称平成通りに接する。